# Métro de Rotterdam
Le métro de Rotterdam (en néerlandais : Rotterdamse metro) est un des services de transport en commun desservant la ville de Rotterdam et son agglomération.
C'est le réseau métropolitain le plus ancien du Benelux et compte tenu de la longueur des voies ferrées, le plus important. La première ligne est ouverte le 9 février 1968. Le réseau de métro est depuis agrandi, comportant aujourd'hui cinq lignes (dont une s'étend jusqu'à La Haye), exploitées par la RET, pour une longueur totale de 78,3 km, dont 17,7 km souterrain et 8,5 km est effectué comme tramway rapide.
Ce réseau de métro est complété par un réseau de tramway, exploité par le même gestionnaire.

## Histoire

### Naissance du métro

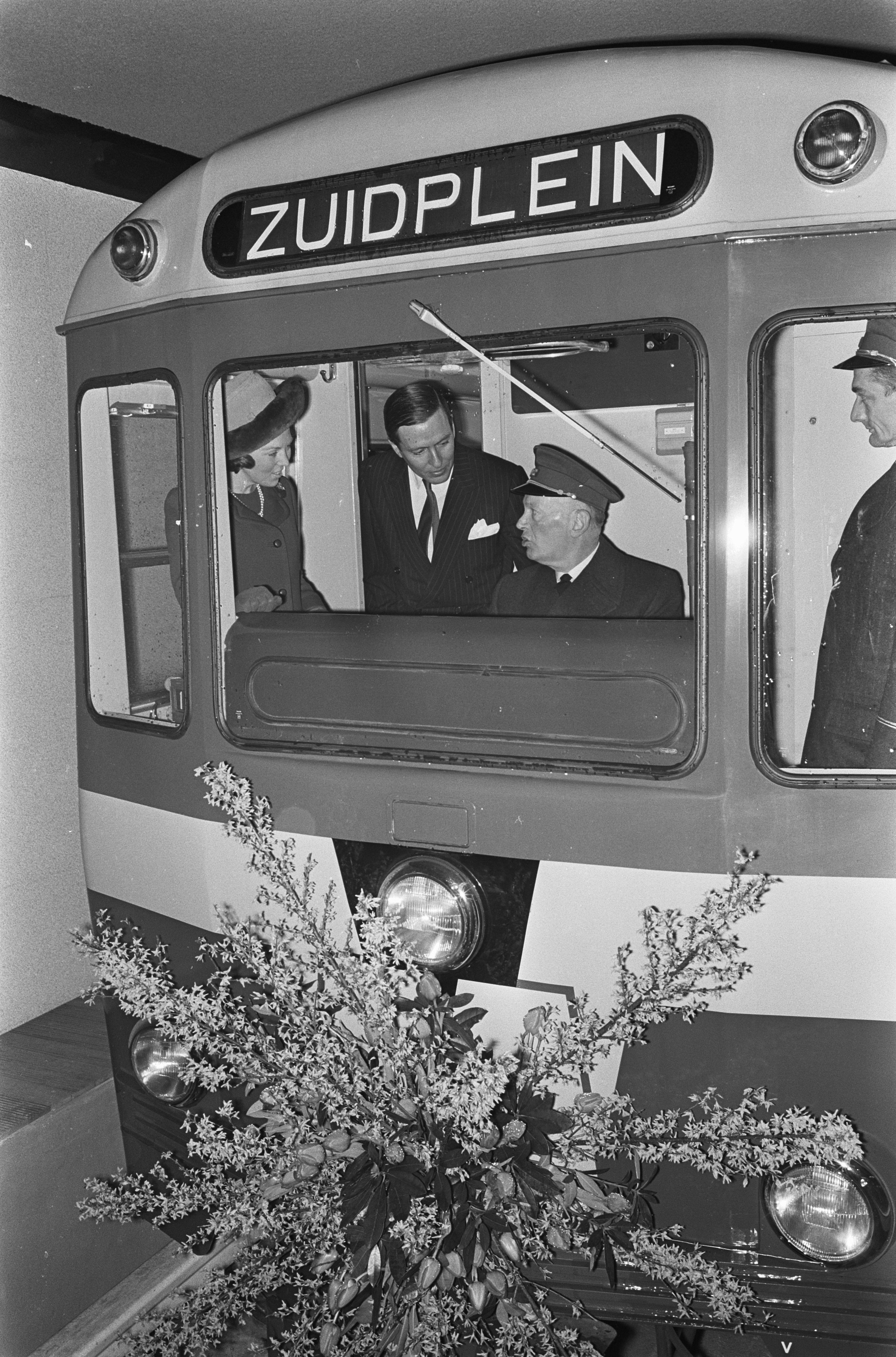
La rame inaugurale, avec présents dans la cabine de conduite la princesse Béatrix et le prince Claus.

Le métro de Rotterdam a été inauguré le 9 février 1968 avec la première ligne alors nommée « ligne Nord-Sud » (Noord-Zuidlijn) qui a, à son ouverture, une longueur de 5,9 km entre la station Rotterdam-Central et Zuidplein, sur la rive gauche de la Meuse, soit sept stations. La princesse Béatrix et le prince Claus en présence de l'ancien bourgmestre de Rotterdam Wim Thomassen ouvrent la ligne à la gare de Rotterdam-Central avec un trajet jusqu'à Zuidplein.
Avec la construction de la ligne, qui a duré plus de sept ans, un total de 170 millions de florins néerlandais ont été dépensés (plus de 77 millions d'euros) avec plus de 20 millions de florins (9 millions d'euros) de travail supplémentaire.

### Prolongements de la ligne Nord-Sud
En novembre 1970, la ligne est prolongée d'une station, sur un viaduc, de Zuidplein à Slinge. La ligne sera encore étendue deux fois : de cinq stations en octobre 1974 de Slinge à Zalmplaat et de trois stations le 26 avril 1985 de Zalmplaat à De Akkers dans la commune de Spijkenisse, soit 4,7 km comprenant un tunnel sous la rivière Oude Maas. En juin 1997, une station Wilhelminaplein, fut ajoutée sur le parcours pour desservir les nouveaux développements urbains dans les docks de Rotterdam.. En 1997, la ligne Nord-Sud est renommée « ligne Érasmus » (Erasmuslijn), en hommage à l'humaniste rotterdamois Érasmus. Elle s'étend sur 22 km et dessert 17 stations.

### La ligne Est-Ouest et ses extensions
Cette nouvelle ligne de métro hybride reçoit le feu vert du ministère des transports en 1977 avec une seule branche. En 1979 la décision fut prise de construire un second embranchement de ce métro Iéger, de Graskruid à Zevenkamp De Tochten. Le 6 mai 1982, la deuxième ligne de métro nommée « ligne Est-Ouest » (Oost-Westlijn) reliant les stations Capelsebrug et Coolhaven, soit dix stations et 8,2 km, est ouverte. Son alimentation électrique est en 750 V cc par troisième rail. Elle est prolongée le 27 mai 1983 de Capelsebrug à Ommoord Binnenhof, soit sept stations en Sneltram (branche ouest avec 12 passages à niveau), en avril 1984 de Graskruid à De Tochten, soit quatre stations en Sneltram (branche est). Sur la partie Sneltram la vitesse est limitée à 50 km/h. Une extension en avril 1986 de Coolhaven à Marconiplein apporte deux stations supplémentaires (la ligne atteint alors 18 km et 23 stations dont 8,3 km et 11 stations en Sneltram) et une autre en mai 1994, de Capelsebrug à Capelle a/d IJssel De Terp trois stations de plus.
En ville, la ligne est un métro conventionnel, principalement en tunnel avec troisième électrification ferroviaire, alors qu'en banlieue elle devient un 'sneltram' (tramway rapide) avec électrification aérienne, passages à niveau et pas de signalisation. Le passage de la prise de courant par troisième rail à celle par ligne aérienne - tous deux alimentés sous 750 V cc comme le reste du réseau - s'effectue en marche à l'est de la station Capelsebrug sur un petit tronçon de 250 m environ. La même section est utilisée pour baisser le pantographe avant d'entrer dans la zone équipée du troisième rail. Les manœuvres sont effectuées par le conducteur.
Cette ligne « Est-Ouest » est renommée en 1997 « ligne Caland », en référence à l'ingénieur Pieter Caland.Une extension de six stations et 11,8 km (4,9 km en tunnels dont 1,7 km sous la rivière Nieuwe Maas, 6,9 km en viaduc) en novembre 2002, tout d'abord nommé ligne du Benelux, de Marconiplein à Tussenwater, permet à cette ligne de poursuivre sa route vers le sud pour arriver à la station De Akkers en empruntant les voies de la ligne nord-sud. L'extension porte la longueur de la ligne Erasmus de De Akkers à la Gare Centrale à 21,8 km. Tous les itinéraires sont constitués d'un troisième rail de 750 V CC, à l'exception des 8,4 km de la ligne Caland reliant Capelsebrug à De Tochten et Binnenhof (sneltram) qui est à niveau avec caténaire.
La ligne sera encore prolongée d'une station (1,5 km) en août 2005 de De Tochten à Nesselande, en septembre 2019 de Schiedam Centrum à Hoek van Holland Haven, et finalement en mars 2023 de Hoek van Holland Haven à Hoek van Holland Strand, soit neuf stations vers l'ouest.

### La ligne Nord-Sud Hofplein
Cette ligne de  chemin de fer de la RandstadRail, reconvertie en métro, fut mise en service en novembre 2006 avec neuf stations, de Hofplein à Nootdorp, prolongée vers le nord en septembre 2007 de six stations, de Nootdorp à Den Haag Centraal. À Den Haag, les trains de la ligne en provenance de Rotterdam se terminent au niveau inférieur de la gare centrale. Entre les stations Leidschenveen et Laan van Noi (5 km), le métro et les lignes de tramway 3 et 4 de La Haye se partagent les voies.
La vitesse maximale est de 100 km/h, l'alimentation électrique de la ligne est passée de 1500 V cc à 750 V cc. La RET exploita cette ligne avec des trains toutes les 15 minutes.
Ce prolongement s'est fait dans le cadre du schéma des transports urbains de la région La Haye-Rotterdam-Zoetermeer (RandstadRail) et offre des correspondances avec les lignes RandstadRail 2, 3 et 4 ainsi que des tronçons communs avec le réseau du tramway de La Haye, afin de désengorger la ligne NS La Haye — Rotterdam qui était arrivée à saturation.
Sous le nom de ligne E depuis décembre 2009, une partie de la ligne fut réorganisée et prolongée le 16 août 2010 de façon à faire la jonction avec la ligne D à la station Rotterdam Centraal. À partir de cette station, terminus de la ligne D, un tunnel de 3 km a été construit vers le nord. La nouvelle station Blijdorp dessert le zoo éponyme tandis que celle de la place Meijersplein offre une connexion avec la navette qui dessert l'aéroport de Rotterdam. L'exploitation de la ligne jusqu'à la station Slinge fut finalement mise en service en décembre 2011.

### La ligne du Hoek
La « ligne du Hoek (nl) » (Hoekse Lijn) relie Schiedam à Hoek van Holland et a été approuvé pour une reconversion en métro fin 2012. À partir du 1er avril 2017, cette ligne de 24 km a été intégralement fermée au trafic ferroviaire des NS afin de la transformer en ligne de métro pour constituer un prolongement des lignes A et B à partir de la station de Schiedam-Centre. Le terminus de la ligne A est ainsi à Vlaardingen West (Flardingue-Ouest), celui de la ligne B est à Hoek van Holland Strand (Plage). Prévue initialement pour septembre 2017, l'ouverture de la ligne accuse deux ans de retard et la reconfiguration coûte plus cher que prévu. Le tronçon allant de Schiedam-Centrum à Hoek van Holland Haven (Port), huit stations, est ouvert aux passagers le 30 septembre 2019. La dernière station Hoek van Holland Strand (Plage) a ouvert le 31 mars 2023.

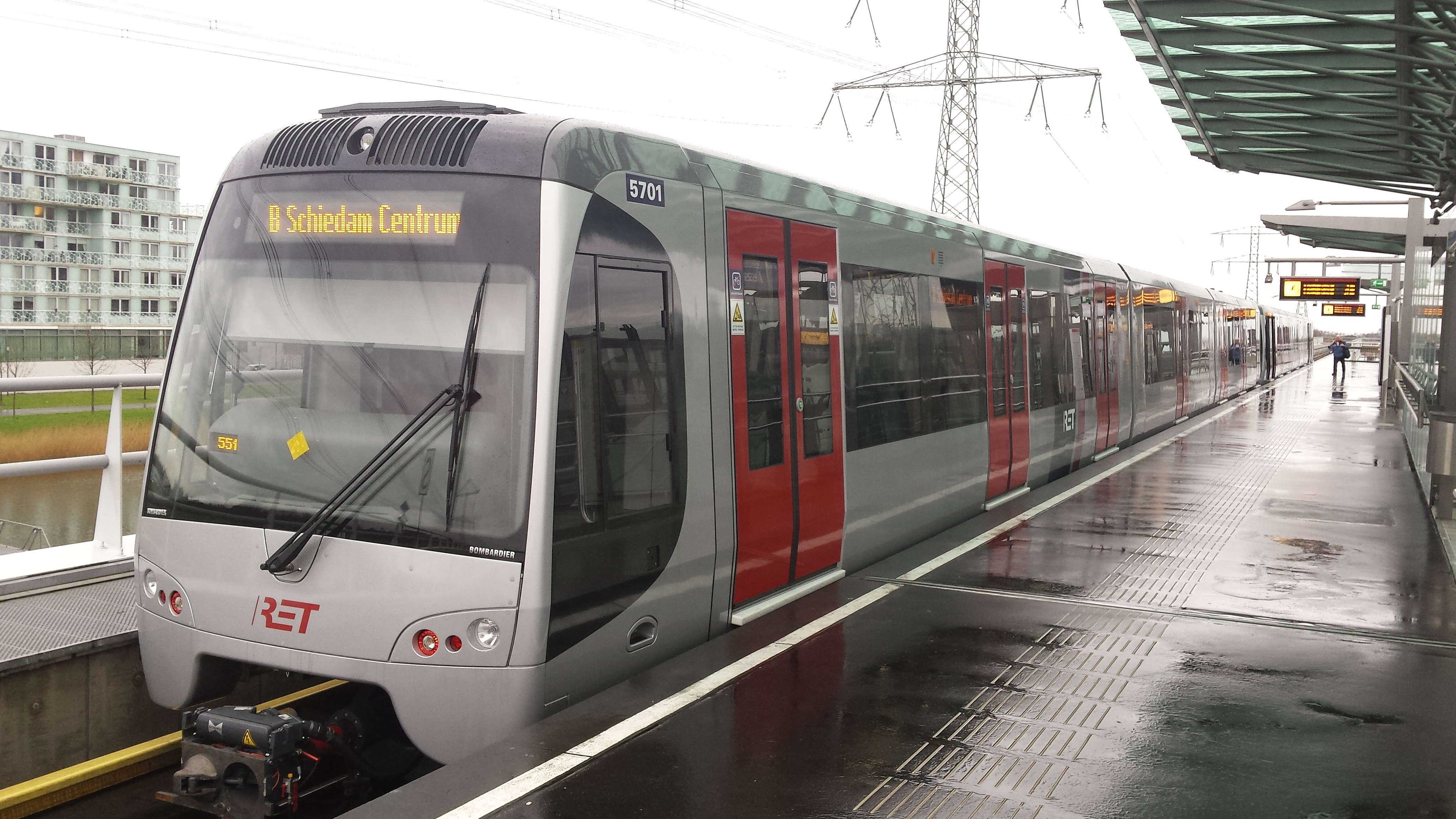
Matériel roulant HSG3

Un contrat a été passé avec Bombardier en 2014 pour la construction de seize rames de trois véhicules désignées HSG3 et destinées à cette ligne, une option pour six rames supplémentaires a été levé en 2015. La RET a obtenu en décembre 2016 un prêt de la BEI afin de financer cette acquisition ainsi que le remplacement du système de signalisation du réseau.

## Réseau actuel

### Aperçu général
Le réseau du métro de Rotterdam a une longueur totale de 78,3 km et comporte 63 stations réparties sur cinq lignes, chacune identifiée par sa propre couleur et sa propre lettre. Les différentes lignes n'ont pas toujours leurs propres voies, mais partagent des trajets avec d'autres lignes.

### Tracé
| Ligne | Parcours                             | Mise en service | Longueur en km | Nombre de stations |
| ----- | ------------------------------------ | --------------- | -------------- | ------------------ |
| A     | Binnenhof ↔ Vlaardingen West         | 1982            | 23,5 km        | 24                 |
| B     | Nesselande ↔ Hoek van Holland Strand | 1984            | 42,4 km        | 32                 |
| C     | De Terp ↔ De Akkers                  | 1994            | 30,0 km        | 26                 |
| D     | Rotterdam-Central ↔ De Akkers        | 1968            | 21,0 km        | 17                 |
| E     | Slinge ↔ La Haye-Central             | 2006            | 27,0 km        | 23                 |

L'identification par lettres des lignes du réseau a été mise en place le 13 décembre 2009.
La ligne Caland (est-ouest) fut alors divisée en trois lignes  :
- Ligne A, entre Binnenhof et Vlaardingen West (Flardingue-Ouest) ;

Cette ligne utilise la route de l'ancienne branche ouest du Sneltram. Elle ne fonctionne qu'à certaines heures seulement entre Kralingse Zoom et Binnenhof.
- Ligne B, entre Nesselande et Hoek van Holland Strand (Plage) ;

Cette ligne utilise la route de l'ancienne branche est du Sneltram.
- Ligne C, entre Le Terp (Capelle aan den IJssel) et Les Akkers (Spijkenisse).

Cette ligne partage un tronçon commun avec la ligne D à partir de la station Tussenwater (comme les lignes Nord-Sud et Ouest-Est le faisaient déjà).
En décembre 2009 la ligne Erasmus fut divisée en deux lignes :
- Ligne D, entre Rotterdam-Central et Spijkenisse-Les Champs (De Akkers) ;

Cette ligne correspond à la première ligne historique du métro.
- Ligne E, entre La Haye-Central en passant Rotterdam-Central, et  Slinge.

Cette ligne correspond à l'ancienne ligne RandstadRail  mais va plus au sud jusqu'à la station Slinge.

### Exploitation du réseau

#### Matériel roulant
Depuis son ouverture en 1968, le réseau métropolitain rotterdamois a utilisé les rames suivantes :
| Image | Série                                                                           | Utilisation | Construction        | Constructeur               | Nombre de rames (en service) | Alimentation                | Longueur | Véhicules par rame | Lignes    |
| ----- | ------------------------------------------------------------------------------- | ----------- | ------------------- | -------------------------- | ---------------------------- | --------------------------- | -------- | ------------------ | --------- |
|       | MG2 (Métro) 5001-5027, 5051-5066 5101-5126, 5151-5152                           | 1968-2003   | 1966-1970 1974-1975 | Werkspoor (43) Duewag (28) | 71 (0)                       | Troisième rail              | 29 m     | 2                  | D         |
|       | SG2 (Tramway Sneltram) 5201-5271 (5201+5229 détruites dans un incendie en 2006) | 1982-2015   | 1980-1984           | Düwag, Duesseldorf         | 71 (0)                       | Troisième rail et caténaire | 29 m     | 2                  | A B C     |
|       | RSG2 (T) 5261-5271                                                              | 2006-2009   | 1980-1984           | Duewag                     | 11 (0)                       | Troisième rail et caténaire | 30,5 m   | 1                  | E         |
|       | MG2/1 (Métro B) 5301-5342, 5343-5363                                            | depuis 1998 | 1998-2001           | Bombardier                 | 63 (60)                      | Troisième rail              | 29,8 m   | 2                  | C D       |
|       | SG2/1 (Sneltram) 5401-5418                                                      | depuis 2002 | 1999-2002           | Bombardier                 | 18 (18) + 3 (3),             | Troisième rail et caténaire | 30,5 m   | 2                  | A B C D   |
|       | RSG3 (Randstadrail) 5501-5522                                                   | depuis 2008 | 2008–2011           | Bombardier                 | 21 (21)                      | Troisième rail et caténaire | 42 m     | 2                  | E         |
|       | SG3 (R) 5601-5642                                                               | depuis 2010 | 2009-2011           | Bombardier                 | 42,(42)                      | Troisième rail et caténaire | 42 m     | 2                  | A B C D E |
|       | SG3 (R) 5701-5722                                                               | depuis 2015 | 2015-2017           | Bombardier                 | 22 (22)                      | Troisième rail et caténaire | 42 m     | 2                  | A B C D E |

La RET passa commande à Bombardier en juin 1996 de 42 voitures de métro. Une commande additionnelle passée en 1998 portait sur 21 voitures de métro et 18 tramways à grande vitesse (sneltram). La livraison initiale a eu lieu en 1998 et Bombardier Transport a livré en juin 2002 le dernier de 81 véhicules commandés. La production et l'assemblage des véhicules ont été réalisés au site de Bombardier Transport à Bruges en Belgique, tandis qu'une grande partie des composants a été livrée par des fournisseurs néerlandais dont Traxis pour la partie électrique. Les véhicules métro remplacèrent les premiers véhicules du métro des années 70. Les nouveaux sneltram furent mis en service sur la ligne «Benelux» ouverte en 2002 et remplacèrent les véhicules Düwag. Tous les trains Bombardier livrés à Rotterdam sont du modèle Flexity Swift.
Les 71 véhicules Sneltram Série 5200 utilisés sur la ligne Caland furent rénovés en 1997-2001 et équipés de hacheurs Traxis.
En 2005, la RET a commandé à Bombardier 21 rames sneltram articulées à huit essieux de la série 5500 pour mise en service sur le trajet de la ligne E RandstadRail de Den Haag Central Station jusqu'à Slinge. La première rame a été livrée en avril 2008. En 2008, la RET a levé une option pour 43 rames identiques supplémentaires. Parmi ceux-ci, 22 sont également destinées à la ligne E, les autres rames étant utilisées sur les autres lignes du réseau. Ces trains furent fabriqués dans l'usine de Bautzen de Bombardier.
En 2012, la ville de Bursa achète 44 rames type T d'occasion au métro de Rotterdam.

#### Signalisation
La modernisation de la signalisation du réseau de métro (55 km de voies doubles, 48 stations) a été confiée à la société General Electric Transportation en juin 2008.

## Projets

### Automatisation
La RET souhaite automatiser le réseau afin de réduire l'intervalle entre les trains à 90 secondes.

### Ligne F
La RET souhaite construire une nouvelle ligne de métro depuis Kralingse Zoom jusqu'au nouveau quartier résidentiel de Feijenoord City, puis jusqu'à Zuidplein, Charlois et la Gare de Rotterdam Central.